# Nova Kameanka, Jovkva
Nova Kameanka (în ucraineană Нова Кам'янка) este localitatea de reședință a comunei Nova Kameanka din raionul Jovkva, regiunea Liov, Ucraina.

## Demografie
Componența lingvistică a localității Nova Kameanka
     Ucraineană (99,24%)
     Alte limbi (0,76%)
Conform recensământului din 2001, majoritatea populației localității Nova Kameanka era vorbitoare de ucraineană (99,24%), existând în minoritate și vorbitori de alte limbi.